# Каламбака
Каламбака или Калампака (грч. Καλαμπάκα Kalambaka, Kalampaka) градић је у Грчкој, у области Средишње Грчке. Каламбака припада округу Трикала у оквиру периферије Тесалија. 
Каламбака је највише позната као град најближи познатим манастирима Метеори.

## Положај
Каламбака се налази на западном ободу равничарске Тесалије, изнад које се ка западу издиже масив Пинда. Град се налази на приближно 240 метара надморске висине. Издизање планина изнад равнице је нагло у виду огромних стена, на којима су изграђени чувени манастири Метеори.

## Становништво
| 2011.  |
| ------ |
| 21.991 |

По последњем попису цела општина Каламбака је имала 11.841 становника, док је сам град имао око 8.500 становника.